# Comité de salut public (1958)
Pour les articles homonymes, voir Comité de salut public (homonymie).
L'expression comité de salut public désigne les comités insurrectionnels mis en place en mai 1958 dans les villes d'Algérie, puis en Corse. Placés sous l'autorité des militaires, ils réclament le retour du général de Gaulle.

## Proclamation par Massu du Comité à Alger
Le 13 mai 1958, une manifestation, organisée par un comité de vigilance qui regroupe des associations d'anciens combattants, des formations patriotiques et des partis politiques, pour saluer la mémoire de trois soldats français exécutés par le FLN et s'opposer à la formation du gouvernement Pierre Pflimlin, considéré comme « un gouvernement d'abandon », tourne à l'émeute à l'initiative de partisans de l'Algérie française. Quelques milliers de manifestants, emmenés par Pierre Lagaillarde, se dirigent vers le gouvernement général, où ils fraternisent avec les parachutistes chargés de protéger le bâtiment. 
Le même jour, vers 18h15, Lagaillarde et ses alliés s'emparent d'un camion de l'armée et forcent l'entrée du Gouvernement général. Cette prise de pouvoir s'accompagne du pillage et de sac du bâtiment. Une heure plus tard quand le général Massu arrive, il réprimande les émeutiers avant de se présenter au balcon du bâtiment, où il se fait, à sa grande surprise, huer par une foule très échauffée. 

Dans la confusion, un « comité de salut public civil et militaire », rassemblant des gaullistes et des activistes de toutes obédiences, est constitué sous la présidence du général Massu. Vers 20h45, Massu réapparait au Balcon et annonce la liste des membres du Comité. 20 minutes plus tard, le Général lit un télégramme envoyé au Président de la République, René Coty. Celui-ci exige la création d'un gouvernement de salut public, à Paris :
"Vous rendons compte création comité de salut public et militaire à Alger sous ma présidence, moi, général Massu. En raison gravité situation et nécessité absolue maintien de l'ordre pour éviter toute effusion de sang, exigeons création à Paris d'un gouvernement de salut public, seul capable de conserver l'Algérie comme partie intégrante de la métropole". 
Après la formation de ce comité à Alger, des organismes analogues se forment dans les grandes villes d'Algérie.
Le comité d'Alger n'ayant reconnu, le 14 mai, que l'autorité du général Salan, celui-ci s'adresse le lendemain matin à la foule massée sur le Forum ; il achève son allocution par un « Vive de Gaulle ! » impulsé par Léon Delbecque. Considérant cet hommage comme un appel, le général de Gaulle réplique le soir même par un communiqué dans lequel il se dit « prêt à assumer les pouvoirs de la République ».

## Mutation en Comité de Salut Public d'Algérie et du Sahara (CSPAS),
Le 22 mai, le général Salan durcit ses positions et annonce que le Comité de Salut Public concernera désormais l'entièreté de l'Algérie (3 départements) ainsi que la zone saharienne, outrepassant de ce fait le mandat territorial qu'il tenait auparavant du gouvernement légal (initialement limité à la région de la capitale de l'Algérie Française). Un scénario d'intervention militaire du comité sur la France métropolitaine paraît de plus en plus probable, et dès le 18 mai, les gaullistes et les militaires, coordonnés par Léon Delbecque, chargé de mission du ministre de la Défense gaulliste Jacques Chaban-Delmas et le  chef d'escadron Vitasse, commandant la 60e compagnie de Quartier Général aéroportée, mettent au point les détails du complot nommé Opération Résurrection dans le but de ramener le général Charles de Gaulle au pouvoir à Paris " de deux façons: par la légalité ou par un mouvement de force, à l'initiative d'Alger".  
Le 24 mai, afin de mettre la pression sur l'Assemblée Nationale et le gouvernement, la seconde phase du plan Résurrection est activée et les parachutistes du 12e BPC de Calvi s'emparent de la préfecture d' Ajaccio et de l'ensemble de la Corse, dont ils prennent le contrôle en quelques heures avec la complicité entre autres du gaulliste Jacques Foccart. Un comité de salut public est constitué sous la présidence du colonel Jean-Robert Thomazo (alias "nez-de-cuir") qui prend le commandement civil et militaire de l'île.
Le 9 juin, après le discours de De Gaulle, qui a été nommé président du Conseil (fonction équivalente à premier ministre) le 1er juin par le président de la République René Coty,  les divergences entre le gouvernement de Paris et le CSPAS deviennent évidentes. Ce jour-là, une motion votée par le CSP exige la dissolution immédiate de tous les partis politiques français, pour "unir et regrouper tous les Français autour des réalités vivantes du milieu familial, de la profession, de la commune, de la province et de la Patrie". De Gaulle, furieux, appelle Salan à réprimander les membres du comité et de s'éloigner d'options aussi extrêmes.

## Composition du comité de salut public d'Alger
- général Jacques Massu, président
- Léon Delbecque, vice président, antenne de la Défense Nationale
- colonel Ducasse, adjoint,
- colonel Jean-Robert Thomazo, adjoint,
- colonel Roger Trinquier, adjoint,
- Auguste Arnoud, pilote
- André Baudier, commis aux HLM
- Mohamed Berkani, comptable
- Thaieb Chikh, agriculteur
- Maurice Coulondre, agent immobilier
- René Denis, directeur commercial
- Claude Dumont, directeur commercial
- Armand Froment, ingénieur
- Joseph Jolivet, conducteur de travaux
- Pierre Lagaillarde, avocat
- Jean Lalanne, directeur commercial
- Jacques Laquière, avocat
- Bernard Lefèvre, docteur
- Jean L’Hostis, ingénieur des ponts & chaussées
- Mohand Saïd Madani, contremaître
- Saci Madhi, commandant en retraite
- Robert Martel, agriculteur
- Claude Martin, industriel
- Jacques Merlo, ingénieur CFPA
- Gabriel Montigny, agent NCE
- Paul Moreau, directeur de société
- Maurice Mouchant, directeur d’école
- Roger Muller, professeur
- Edgar Nazare, ingénieur aéronautique
- Lieutenant de réserve Lucien Neuwirth (directeur de Radio-Alger)
- Rodolphe Parachini, employé Shell
- Armand Perrou, commercial
- André Prost, expert près les tribunaux
- André Regard, secrétaire général ministère de l’Algérie
- Alain de Sérigny, directeur de L'Écho d'Alger
- Armand Vacher, chef de service
- René Vinciguerra, administrateur
- capitaine Jacques Eengels
- capitaine Robert Marion
- capitaine Charles Renaud
- Maurice Crespin, représentant
- Roger Goutailler, commerçant
- Joseph Ortiz, commerçant
- Jacques Roseau, lycéen
- Ouali Azem, député et président de l'association des maires de Kabylie
- Médiouni Rouba, agriculteur
- Djelloul Rouba, agriculteur
- Bahri Rouba, comptable